# Maladera teinzoana
Maladera teinzoana är en skalbaggsart som beskrevs av Brenske 1898. Maladera teinzoana ingår i släktet Maladera och familjen Melolonthidae. Inga underarter finns listade i Catalogue of Life.